# Arbrefontaine
Arbrefontaine is een dorpje in de Belgische provincie Luik en een deelgemeente van Lierneux.

## Geschiedenis
De naam zou afkomstig zijn van Albam Fontanam (666), later Albam Fontem (814), wat staat voor witte bron. Door de plaats loopt het riviertje de Wez. De gronden op de oevers waren eerst in handen van monniken uit Stavelot en Frankische vorsten, later van hofmeiers van Lierneux. Het Graafschap Salm kwam in de 13de eeuw in bezit van het gebied.
De parochie werd opgericht in 1628, gewijd aan de heilige Mauritius. Voordien stond er een kapel, in de 16de eeuw nog gewijd aan Sint-Antonius.
Tijdens de Franse Republiek, in het jaar III, hoorde Arbrefontaine bij het kanton Vielsalm in het departement Ourthe en ging in het jaar VIII naar het arrondissement Malmedy. In 1814 hoorde het bij het samengevoegde departement Meuse-et-Ourthe. Na de Franse tijd werd Arbrefontaine op 2 oktober 1815 opgenomen in de Nederlandse provincie Luik; in 1818 in de provincie Luxemburg.
In 1852 werd het dorp Goronne afgescheiden van Vielsalm en bij Arbrefontaine gevoegd. Hierdoor verdubbelde de oppervlakte van de gemeente en nam het bevolkingsaantal toe met ruim 200. Bij de gemeentefusies van 1977 werd Arbrefontaine aangehecht bij Lierneux en verhuisde het opnieuw naar de provincie Luik. Het gehucht Goronne daarentegen werd terug bij Vielsalm aangehecht en bleef bij de provincie Luxemburg behoren.

## Demografische ontwikkeling
- Bron: NIS; Opm:1831 t/m 1970=volkstellingen; 1976=inwoneraantal op 31 december
- 1852: aanhechting van het gehucht Goronne van Vielsalm

Deelgemeenten: Arbrefontaine · Bra · Lierneux

Overige plaatsen: Amcômont · Baneux · La Chapelle · Erria · La Falize · Floret · Gernechamps · Grand-Heid · Grand-Sart · Hierlot · Jevigné · Lansival · Menil · Odrimont · Petit-Sart · Reharmont · Trou-de-Bra · Verleumont · Villettes

Belgische gemeenten · arrondissement Verviers · provincie Luik · Wallonië